# Scrapper Blackwell
Scrapper Blackwell (21 de febrero de 1903 – 7 de octubre de 1962) fue un cantante y guitarrista estadounidense de blues. Más conocido por ser uno de los integrantes del dúo de guitarra y piano que formó junto a Leroy Carr en los últimos años de la década de 1920 y en los primeros años de la década de 1930. Blackwell es definido como un guitarrista acústico excepcional del Chicago blues, a pesar de que algunos críticos musicales indican que viró musicalmente hacia el jazz.

## Biografía
Blackwell, cuyo nombre real era Francis Hillman Blackwell, nació en Syracuse, Carolina del Norte, siendo uno de los 16 hijos que tuvieron el matrimonio formado por Payton y Elizabeth Blackwell. Con ascendencia afroamericana y cheroqui, creció y pasó gran parte de su vida en Indianápolis, Indiana. Su abuela le dio el apodo de Scrapper por su temperamento ardiente. Su padre tocaba el violín, pero Blackwell era un guitarrista autodidacta construyendo su primera guitarra a base de cajetillas de tabaco, madera y alambres. También tocaba el piano, haciéndolo de forma profesional ocasionalmente. En su adolescencia, Blackwell era músico a tiempo parcial y viajaba ocasionalmente a Chicago.
A pesar de ser conocido por las dificultades para trabajar junto a él, estableció una amistad con el pianista Leroy Carr, el cual conoció en Indianápolis a mediados de la década de 1920, iniciándose una relación de trabajo productiva. Carr convenció a Blackwell para que grabara junto a él en la discográfica Vocalion Records en 1928; el resultado de aquella grabación fue el tema "How Long, How Long Blues", el mayor éxito de blues de aquel año.
Blackwell también grabó en solitario para la discográfica Vocalion, incluyendo el tema "Kokomo Blues"; este tema fue transformado por Kokomo Arnold en la canción "Old Kokomo Blues" antes de que Robert Johnson lo volviera a transformar en el tema "Sweet Home Chicago". Blackwell y Carr actuaron juntos a través de todo el Medio Oeste estadounidense (área geográfica de Estados Unidos comprendida por los estados situados en la parte norte y central de dicho país) de 1928 a 1935, grabando más de 100 discos como estrellas del circuito de blues. Este periodo concluyó al fallecer Carr debido a una nefritis (inflamación severa de los riñones producida, probablemente, por su afición a las bebidas alcohólicas); Blackwell realizó una grabación, a modo de tributo, a su compañero musical siete años antes de dejar la industria musical.
Blackwell fue descubierto de nuevo en Indianápolis a finales de la década de los años 1950 aceptando el volver a la música en un periodo en el que el blues y la música folclórica volvían a estar de actualidad. Grabó un disco para la compañía discográfica Prestige Records en 1962, pero cuando todo indicaba que volvía a retomar su carrera como músico, fue asesinado a tiros durante un atraco en un callejón de Indianápolis; el crimen nunca se resolvió. Blackwell fue enterrado en el cementerio New Crown Cemetery en Indianápolis.